# Tomás Milián

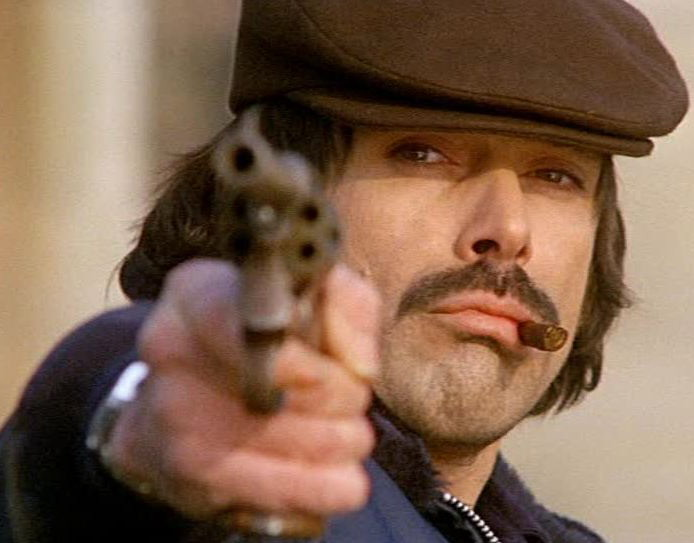
Tomás Milián im Die gnadenlose Jagd, 1974

Tomás Quintín Rodríguez Milián (* 3. März 1933 in Havanna; † 22. März 2017 in Miami, Florida) war ein kubanisch-italienisch-US-amerikanischer Schauspieler.

## Leben und Werk
Tomás Milián war der Sohn von Dolores „Lola“ Milián und des Militäroffiziers Tomás Quintín „Tomín“ Rodríguez y Estrada, der unter Diktator Gerardo Machado diente. Als dieser am 11. August 1933 gestürzt wurde, kam sein Vater zunächst in Festungshaft und anschließend für mehrere Jahre in die psychiatrische Abteilung einer Privatklinik, wo ihn der Sohn als Vierjähriger erstmals bewusst traf. Am Neujahrsabend 1945 beging der Vater vor den Augen seines Sohnes Suizid. Nachdem er 1954 in einem Kino in Havanna James Dean in Jenseits von Eden gesehen hatte, beschloss Milián Schauspieler zu werden. Er ging 1956 zuerst nach Miami, wo er Unterricht in Kunstmalerei und Englisch nahm und erste Schauspielerfahrung sammelte. Er erwarb die US-amerikanische Staatsbürgerschaft, nachdem er vorübergehend in der Marine diente.
1957 wurde Milián am Actors Studio in New York City nach bestandener Aufnahmeprüfung unter 3000 Mitbewerbern zur Schauspielausbildung zugelassen. Nach kleinen Engagements im Fernsehen sowie im Theater wurde er 1958 von Jean Cocteau entdeckt, der ihn gemeinsam mit Gian Carlo Menotti zur Teilnahme am europäisch-amerikanischen Festival dei Due Mondi ins italienische Spoleto einlud. Nach seinem erfolgreichen Theaterengagement unter Regisseur Franco Zeffirelli blieb Milián in Italien und hatte dort bereits 1959 sein Spielfilmdebüt in Mauro Bologninis Wir von der Straße (La notte brava). Es folgten Rollen in Filmen unter anderen von Luchino Visconti und Valerio Zurlini. Ab 1966 gehörte er zu den prominentesten Hauptdarstellern des Italowestern-Genres, das für rund zehn Jahre europaweit erfolgreich war. Besonders bekannt wurde er durch seine Hauptrollen in den Western von Sergio Sollima (Der Gehetzte der Sierra Madre, Von Angesicht zu Angesicht). Später trat er in weiteren Genreproduktionen auf, darunter in Filmen von Giulio Petroni und Sergio Corbucci.
Nach dem Ende der Italowestern-Mode wurde ihm Mitte der 1970er Jahre eine Nebenrolle als Dieb in einem Polizeifilm angeboten, da die Produzenten von der Bekanntheit seines Namens profitieren wollten. Er willigte  unter der Bedingung ein, die Rolle weiterentwickeln zu dürfen. Der schließlich in Umberto Lenzis Das Schlitzohr und der Bulle von ihm gespielte typisch römische Kleinkriminelle, dem er den Spitznamen „Monnezza“ (italienischer Slang für „Müll“) und eine vulgäre Ausdrucksweise verlieh, wurde ein Publikumserfolg. Es folgten vier Filme in derselben Rolle, bevor Milián in sechzehn weiteren Filmen den Polizeikommissar Nico Giraldi spielte, auf den der Spitzname übertragen wurde. Monnezza wurde zur Kultfigur seiner Karriere und machte Milián zu einem der populärsten Schauspieler Italiens. Monnezzas Stimme mit ihrem typisch römischen Einschlag steuerte jeweils der Schauspieler und Synchronsprecher Ferruccio Amendola in der Postproduktion bei, auch wenn Milián oft selbst Ausdrücke der römischen Umgangssprache zum Drehbuchtext hinzufügte.
Neben seiner kommerziell überaus erfolgreichen Arbeit in den serienmäßig produzierten Western- und Actionfilmen war Milián immer auch in künstlerisch anspruchsvollen Filmen zu sehen, zum Beispiel von Lina Wertmüller oder Michelangelo Antonioni. Für seine Hauptrolle in Bernardo Bertoluccis La Luna (1979) wurde er mit dem Preis der italienischen Filmkritiker ausgezeichnet. Ende der 1970er Jahre erhielt er zusätzlich zur US-amerikanischen (und zur ruhenden kubanischen) auch die italienische Staatsangehörigkeit.
Mitte der 1980er Jahre durchlitt Milián eine Lebenskrise, die ihn eine Pilgerreise zu einem Guru in Indien unternehmen ließ. Anschließend veröffentlichte er einen Bildband mit künstlerischen Fotografien. Er beschloss, einen kompletten Neuanfang seiner Karriere zu versuchen, und verlegte seinen Arbeitsschwerpunkt in die Vereinigten Staaten, wo er die ersten Jahre in kleinen Theaterproduktionen auftrat. Aus finanziellen Motiven kehrte er einmal jährlich für Kinofilme nach Italien zurück. Nach ersten Rollen in den Fernsehserien Miami Vice und Der Equalizer führte die positive Resonanz auf seine Darbietung in Sydney Pollacks Havanna (1990) dazu, dass er sich in den folgenden Jahren in weiteren Hollywood-Produktionen als Nebendarsteller etablieren konnte und unter anderen in Filmen von Oliver Stone, Steven Spielberg und Steven Soderbergh spielte.
Tomás Milián war seit 1964 bis zu ihrem Tod 2012 mit der Italienerin Margherita „Rita“ Valetti verheiratet. Der gemeinsame Sohn Tommaso Milian lebt als Schauspieler in New York.
2014 besuchte Milián erstmals nach fast 59 Jahren seine Herkunftsstadt Havanna, wo er einen Vortrag hielt und mit einer Werkschau an der Cinemateca Nacional de Cuba geehrt wurde.
Am 22. März 2017 starb Tomás Milián im Alter von 84 Jahren in Miami an einem Schlaganfall.

## Auszeichnungen
Festival Internacional de Cine de Mar del Plata
- 1965: FIPRESCI-Preis als bester Darsteller in Die Gleichgültigen

Nastro d’Argento
- 1980: Bester Nebendarsteller in La Luna

Screen Actors Guild Awards
- 2001: Bestes Schauspielensemble in Traffic – Macht des Kartells

Internationales Filmfestival Rom
- 2014: Marc’Aurelio d’oro für sein schauspielerisches Lebenswerk

## Filmografie (Auswahl)

### Kinofilme
- 1959: Wir von der Straße (La notte brava) – Regie: Mauro Bolognini
- 1960: Bel Antonio (Il bell’Antonio)
- 1960: Gefährliche Nächte (I delfini)
- 1961: Boccaccio 70 (Boccaccio ’70), Episode: Il lavoro
- 1961: Tag für Tag Verzweiflung (Giorno per giorno disperamente)
- 1961: Bevor das Licht verlöscht (L’imprevisto)
- 1963: Schlüssel zum siebten Himmel (L’attico)
- 1963: Verrückte Seefahrt (Mare matto)
- 1964: Die Gleichgültigen (Gli indifferenti)
- 1965: Mädchen für die Soldaten (Le soldatesse)
- 1965: Michelangelo – Inferno und Ekstase (The Agony and the Ecstasy)
- 1966: Ohne Dollar keinen Sarg (El precio de un hombre)
- 1967: Der Gehetzte der Sierra Madre (La resa dei conti)
- 1967: Töte, Django (Se sei vivo spara)
- 1967: Von Angesicht zu Angesicht (Faccia a faccia)
- 1968: Die Banditen von Mailand (Banditi a Milano)
- 1968: Django – Unbarmherzig wie die Sonne (Sentenza di morte)
- 1968: Lauf um dein Leben (Corri uomo corri)
- 1968: Tepepa (Tepepa)
- 1968: Ein feines Pärchen (Ruba al prossimo tuo)
- 1969: Die Nackte und der Kardinal (Beatrice Cenci)
- 1969: Warum läufst du immer nackt herum? (Dove vai tutta nuda?)
- 1970: I cannibali
- 1970: Laßt uns töten, Companeros (Vamos a matar, compañeros)
- 1971: The Last Movie
- 1971: Der Todesengel (La vittima designata)
- 1972: Providenza! – Mausefalle für zwei schräge Vögel (La vita a volte è molto dura, vero Provvidenza?)
- 1972: Quäle nie ein Kind zum Scherz (Non si sevizia un paperino)
- 1972: Die rote Sonne der Rache (La banda J.S.: cronaca criminale del Far West)
- 1973: Ci risiamo, vero Provvidenza?
- 1973: Im Dutzend zur Hölle (Il consigliori)
- 1974: Die gnadenlose Jagd (Squadra volante)
- 1974: Der Berserker (Milano odia: la polizia non può sparare)
- 1975: Flash Solo (Il giustiziere sfida la città)
- 1975: Die Killermafia (La polizia accusa: il servizio segreto uccide)
- 1975: Stetson – Drei Halunken erster Klasse (Il bianco, il giallo, il nero)
- 1975: Verdammt zu leben – verdammt zu sterben (I quattro dell’apocalisse)
- 1975: Die Viper (Roma a mano armata)
- 1975: Zum Freiwild erklärt (Folle à tuer)
- 1976: Bewaffnet und gefährlich (Liberi armati pericolosi)
- 1976: Das Schlitzohr und der Bulle (Il trucido e lo sbirro)
- 1976: Die Strickmütze (Squadra antiscippo)
- 1976: Die verrückten Reichen (Folies bourgeoises)
- 1977: Die Gangster-Akademie (La banda del trucido)
- 1977: Die Gewalt bin ich (Il cinico, l’infame, il violento)
- 1977: Messalina – Kaiserin und Hure (Messalina, Messalina)
- 1977: Der Superbulle schlägt wieder zu (Squadra antitruffa)
- 1977: Der Superbulle räumt die Wüste auf (Il figlio dello sceicco)
- 1978: Die Kröte (La banda del gobbo)
- 1978: Der Superbulle jagt den Paten (Squadra antimafia)
- 1979: La Luna
- 1979: Der Superbulle jagt den Ripper (Assassinio sul Tevere)
- 1979: Ein Superbulle gegen Amerika (Squadra antigangsters)
- 1980: Der Kuckuck (Il lupo e l’agnello)
- 1980: Elfmeter für den Superbullen (Delitto a Porta Romana)
- 1981: Zwei tote Hosen sahnen ab (Uno contro l’altro, praticamente amici)
- 1981: Ein Schlitzohr außer Rand und Band (Delitto al ristorante cinese)
- 1982: Das Schlitzohr vom Highway 101 (Delitto sull’autostrada)
- 1982: Identifikation einer Frau (Identificazione di una donna)
- 1982: Monsignor
- 1983: Bud, der Ganovenschreck (Cane e gatto)
- 1983: Don Camillo und das Schlitzohr (Il diavolo e l’acquasanta)
- 1984: Formel eins und heiße Mädchen (Delitto in Formula Uno)
- 1984: Ein Superesel auf dem Ku’Damm (Delitto al Blue Gay)
- 1987: Distant Lights – Unheimliche Begegnung mit dem Jenseits (Luci lontane)
- 1989: Hexenkessel Miami (Cat Chaser)
- 1989: Spiel mit dem Tod (Gioco al massacro)
- 1990: Revenge – Eine gefährliche Affäre (Revenge)
- 1990: Havanna (Havana)
- 1991: JFK – Tatort Dallas (JFK)
- 1994: Machen wir’s wie Cowboys (The Cowboy Way)
- 1997: Fools Rush In – Herz über Kopf (Fools Rush In)
- 1997: Amistad
- 2000: The Yards – Im Hinterhof der Macht
- 2000: Traffic – Macht des Kartells (Traffic)
- 2002: Washington Heights
- 2005: The Lost City
- 2006: Das Fest des Ziegenbocks (La fiesta del chivo)
- 2014: Fugly!

### Fernsehproduktionen
- 1958: Decoy (Staffel 1 Folge 32)
- 1959: The Millionaire (Staffel 5 Folge 35)
- 1985: Miami Vice (Folge Bought and Paid For)
- 1985: Der Equalizer (Staffel 1 Folge 12)
- 1987: Der Equalizer (Staffel 3 Folge 8)
- 1990: Das Camarena-Komplott (dreiteilige Miniserie)
- 1991: L.A. Law (Staffel 5 Folge 14)
- 1992: Frannie’s Turn (6 Folgen)
- 1992: Mord ist ihr Hobby (Staffel 8 Folge 19)
- 1997: Oz: Hölle hinter Gittern (Staffel 1 Folge 2 & 6)
- 2000: Law & Order (Staffel 10 Folge 24)
- 2001: UC: Undercover (Staffel 1 Folge 3)

## Diskografie
- 1967: La piazza / Il Cavallo Bianco
- 1968: Espanto en el corazon / Americana (mit dem Orchestra Nicolai)
- 1970: Presto presto scusa scusa / Un libro una storia

## Buchveröffentlichungen
- Monnezza amore mio. (Autobiografie) Rizzoli, Mailand 2014, ISBN 978-88-586-7423-9 (italienisch)

## Dokumentarfilm
- Giuseppe Sansonna: The Cuban Hamlet – Storia di Tomas Milian. Italien 2014